# Gematigde Jeugd Liga
De Gematigde Jeugd Liga (Zweeds: Moderata ungdomsförbundet, MUF) is de jeugdvleugel van de Zweedse Moderata samlingspartiet.

## Lijst van voorzitters
| Termijn    | Voorzitter          |
| ---------- | ------------------- |
| 1934–1941  | Torgil von Seth     |
| 1941–1945  | Folke Kyling        |
| 1945–1949  | Ebbe Olsson         |
| 1949–1952  | Gunnar Heckscher    |
| 1952–1954  | Bengt Lind          |
| 1954–1957  | Birger Isacson      |
| 1957–1959  | Sven Johansson      |
| 1959–1961  | Paul Brundin        |
| 1961–1963  | Gunnar Hillerdal    |
| 1963–1965  | Birger Hagård       |
| 1965–1966  | Eric Krönmark       |
| 1966–1971  | Anders Björck       |
| 1971–1976  | Per Unckel          |
| 1976–1979  | Per-Arne Arvidson   |
| 1979–1984  | Gunnar Hökmark      |
| 1984–1988  | Beatrice Ask        |
| 1988–1992  | Ulf Kristersson     |
| 1992–1995  | Fredrik Reinfeldt   |
| 1995–1998  | Thomas Idergaard    |
| 1998–2000  | Gunnar Strömmer     |
| 2000–2002  | Tove Lifvendahl     |
| 2002–2004  | Christofer Fjellner |
| 2004–2006  | Johan Forssell      |
| 2006–2010  | Niklas Wykman       |
| 2010–2014  | Erik Bengtzboe      |
| 2014–2016  | Rasmus Törnblom     |
| 2016–2020  | Benjamin Dousa      |
| 2020–2022  | Matilda Ekeblad     |
| sinds 2022 | Douglas Thor        |